# Yasuhiko Funago
Yasuhiko Funago (舩後靖彦?, Funago Yasuhiko; Gifu, 4 ottobre 1957) è un politico giapponese, attualmente membro della Camera dei consiglieri. Nel 2019, insieme ad Eiko Kimura, è stato la prima persona con disabilità grave ad essere eletto nella Dieta nazionale del Giappone. Fa parte del partito Reiwa Shinsengumi.

## Biografia
Trasferitosi a Chiba all'età di 10 anni, ha frequentato la Chiba Minami Prefectural High School. Dopo il diploma di scuola superiore, ha studiato presso la facoltà di scienze politiche ed economia dell'Università di Takushoku, laureandosi nel 1982.
Sebbene inizialmente volesse diventare un musicista professionista, iniziò a lavorare per la Sakata Watch Trading Co., Ltd. Pochi anni dopo, all'età di 28 anni, si sposò.
A causa della SLA ha perso gran parte della mobilità, necessitando di assistenza costante.